# Christian Hetsch
Christian Frederik Hetsch, född den 24 september 1830 i Köpenhamn, död den 15 mars 1903 på Frederiksberg, var en dansk målare, arkitekt och lärare. Han var son till Gustav Frederik Hetsch och far till Gustav Hetsch.
Hetsch utgav Industrielle Tegninger af Kunstnere og Haandværkere (1872—82).